# وزارة الزراعة والشؤون الريفية (الصين)
وزارة الزراعة والشؤون الريفية بجمهورية الصين الشعبية (بالصينية: 中华人民共和国农业农村部) هي وزارة صينية في مجلس الدولة مسؤولة عن الزراعة والشؤون الريفية في البلاد. تأسست في 19 مارس 2018 كوكالة حلت محل وزارة الزراعة السابقة. يقع المقر الرئيسي للوزارة في العاصمة بكين.